# Impaktit

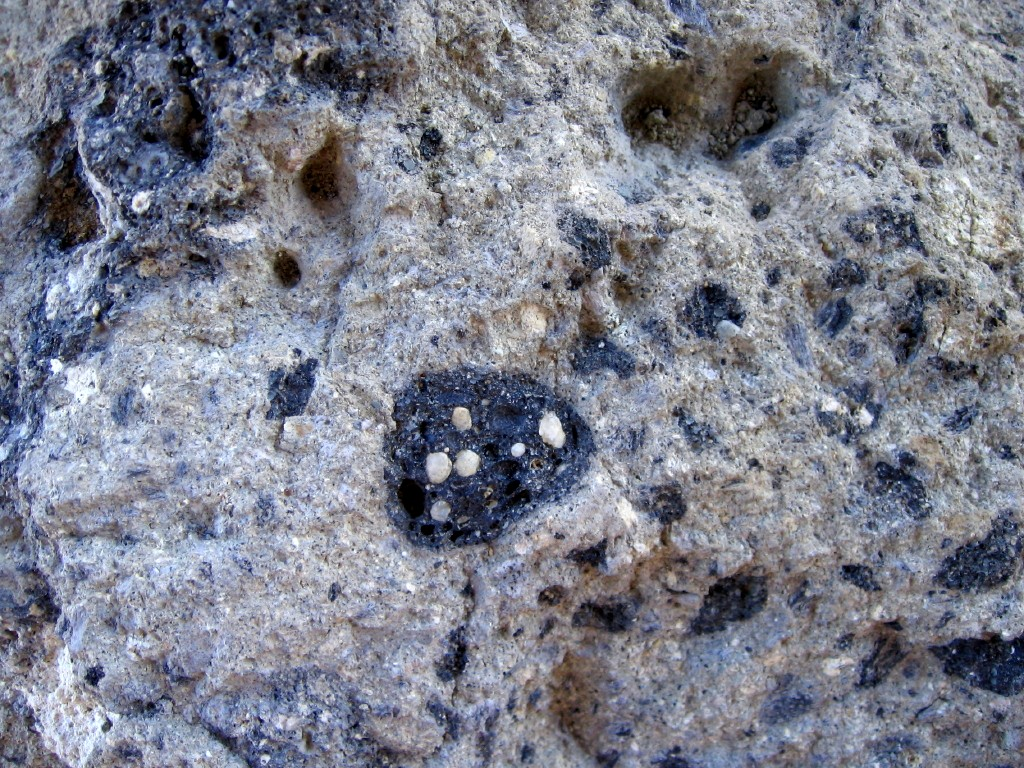
Der Suevit, ein Impaktgestein aus dem Nördlinger Ries

Impaktite sind Gesteine, die bei einem Meteoriten-Einschlag (Impakt) entstehen, indem die dabei auftretenden starken mechanischen Kräfte (hoher Druck) und hohe Temperaturen die am Ort des Einschlags vorhandenen irdischen Gesteine verändern. Diese vorhandenen Gesteine werden u. a. zertrümmert, durch Umbildung entstehen neue Minerale, und Gestein kann teilweise aufgeschmolzen werden und als Impaktglas wieder erkalten. Für Impaktite charakteristische neue Minerale sind z. B. die Siliziumdioxid-Varietäten Stishovit und Coesit, die nur unter hohem Druck entstehen können.
Den Vorgang, der zur Entstehung von Impaktiten führt, bezeichnet man als Stoßwellenmetamorphose.
Impaktite mit charakteristischen Hochdruck-Mineralen sind u. a. Beweise dafür, dass eine bestimmte Struktur der Erdkruste ein Einschlagskrater ist. In Deutschland ist das Nördlinger Ries der bekannteste Einschlagskrater mit Impaktiten, z. B. Suevit.

## Einteilung
Nach den Empfehlungen der International Union of Geological Sciences können Impaktite in erster Näherung unterteilt werden in
- Gesteine, die bei einem einzelnen Impaktereignis gebildet wurden
  - geringe räumlichen Distanz zum Einschlagsort: proximale Impaktite (Impaktschmelzgesteine, Impaktgläser, Suevite, Impaktbreccien)
  - große räumlichen Distanz zum Einschlagsort: distale Impaktite (Tektite, Mikrotektite)
- Gesteine, die aus mehreren solcher Ereignisse hervorgingen: (lose oder verfestigte) Impaktregolithe, die auf der Erde nicht vorkommen.